# The Week (Royaume-Uni)
Pour les articles homonymes, voir The Week.
The Week est un magazine d'actualité fondé au Royaume-Uni en 1995. Il possède une édition américaine depuis 2001 et a possédé une édition australienne de 2008 à 2012.